# Manual para los fieles
 Manual Para los Fieles  fue el tercer álbum de estudio grabado por la banda de rock Los Piratas, originaria de Galicia (España).
Fue lanzado al mercado por la discográfica Warner en 1997 y contó con la producción de Juan Luis Giménez que ya había sido el productor de Poligamia, el anterior disco de la banda. Es el primer trabajo de la formación que se aleja del rock convencional puro de anteriores proyectos para incluir elementos como fusión con el folk o la música electrónica.
Entre la extensa lista de colaboraciones con que cuenta el disco, destacan las de Antón Reixa, Anxo Pintos, Kepa Junkera, Miqui Puig o Soledad Giménez.
Dos de los temas del álbum, "M" y "Mi matadero clandestino", se incluyeron en las bandas sonoras de sendas películas. La primera en la de Mensaka de Salvador García Ruiz, mientras que la segunda fue un tema extra en la edición para España de la BSO de la película dirigida por Joel Schumacher, Batman y Robin.

## Lista de canciones
1. "-"	- 0:15
2. "Fecha caducada", con la colaboración de Anxo Pintos. - 4:50
3. "Mi coco" - 4:51
4. "La canción de la tierra", con la colaboración de Kepa Junquera. - 4:40
5. "M", con la colaboración de Anxo Pintos y Miqui Puig de Los Sencillos. - 4:53
6. "Mi matadero clandestino" ("Big Station") - 3:37
7. "Te echaré de menos", con la colaboración de Soledad Giménez de Presuntos Implicados. - 3:41
8. "Canción para Pris"	- 4:15
9. "Sin título"
10. "T.R." - 4:11
11. "Tan Fácil" - 4:20
12. "Comarcal al infierno" - 4:16
13. "Mr. Wah Wah" - 4:03
14. "El viaje sideral del pequeño saltamontes (El modo "D" 2ª parte)", con la colaboración de Antón Reixa. - 6:46
15. "Tristura" - 2:34